# Strömstjärnen, Värmland
Strömstjärnen är en sjö i Årjängs kommun i Värmland och ingår i Göta älvs huvudavrinningsområde. Sjöns area är 0,022 kvadratkilometer och den befinner sig 256 meter över havet.